# 헤르베르트 마르쿠제
헤르베르트 마르쿠제(독일어: Herbert Marcuse, 1898년 7월 19일 ~ 1979년 7월 29일)는 독일과 미국의 사회철학자이며, 프랑크푸르트 학파의 사회주의 사회학자로 분류된다.
1922년 프라이부르크 대학교에서 박사 논문을 썼고, 1929년부터 마르틴 하이데거와 함께 교수 자격 논문 작업을 시작했다. 하지만 나치 치하에서 작업을 끝내지 못하게 되자 1933년 프랑크푸르트 사회 연구소로 옮겼고, 나치 독일의 지속적인 사회주의 탄압 때문에 제2차 세계 대전 중 미국으로 건너가 1940년 시민권을 얻었다.
에리히 프롬과 함께 정신분석과 사회학의 공동연구서 『권위와 가족』을 저술하였다. 그 밖의 다수의 저서가 있다. 맑스주의를 사회적 변화에 맞게 재해석한 사회학자라는 평가를 받는다.

## 생애
부유한 유대계 가정에서 태어나, 프라이부르크 대학교에서 철학을 공부했고 동 대학원에서 철학박사 학위를 받았다. 1933년 이후 미국으로 망명했다. 프랑크푸르트 학파에 속하는 헤겔학자이자 현대 사회에 대한 유토피아적 비판자로서 알려져 있지만, 그의 학문의 출발점은 현상학, 특히 프라이부르크에서 사사한 하이데거에 있었다.
20세기 후반에 정치적 좌파에 대한 강력한 영향력을 가진 사상가로서 마르쿠제는 헤겔, 마르크스, 프로이트의 연구가로서 또는 고도산업사회의 비판적 이론가로서 그리고 1960년대 후반의 세계적 규모의 학생운동의 긍정적 이데올로그로서 평가되었다. 그는 철학상으로는 헤겔의 변증법, 사회이론으로는 마르크스의 노동의 소외 사상, 문명론으로는 프로이트의 에로스 사상을 통합하여, 현대의 고도산업사회와 산업문명에 대한 변증법적인 부정철학이론인 '비판이론'을 개진하였다. 그래서 문명의 비평가로 더욱 알려져 있다.
미국 캘리포니아 주립 대학교 교수를 지내던 그는, 1979년 서베를린 방문 중 심근 경색으로 사망했다.

### 마르쿠제 묘지
독일에서 태어나 독일에서 생을 마쳤으나 그의 아내가 수많은 유태인을 불태운 독일인의 땅에서 유태인 남편을 화장하는 것을 피하고자 해서 오스트리아를 거쳐 아들이 거주하는 미국 동부 코네티컷주의 뉴헤븐에 있는 공동묘지에 안치되었다. 그런데 어느 네덜란드 학자가 유족들에게 "공동묘지보다는 많은 사람들이 추도할 수 있는 곳에 고인을 모시는 것이 낫지 않는가?"라는 제안을 했고 그 제안을 받아들인 가족들이 회의를 거쳐 베를린 도로텐슈타트 묘지를 선택했다. 이 묘지는 헤겔. 피히테. 브레히트 등 독일 역사의 대표적인 지식인들이 묻혀 있는 곳이다. 2003년 7월 14일 자신에게 깊은 사상적 영향을 미친, 변증법의 대학자 헤겔의 무덤 바로 옆에 마르쿠제는 안치되었다.

## 경력
- 1965년 미국 캘리포니아 대학교 샌디에이고 철학과 교수
- 1958~1965년 미국 브랜다이스 대학교 철학과 초빙교수
- 1958년 미국 하버드 대학교 철학과 교수
- 1952년 미국 컬럼비아 대학교 철학과 교수
- 1933년 독일 프랑크푸르트 사회 연구소 회원